# Phaenocarpa angustiptera
Phaenocarpa angustiptera är en stekelart som beskrevs av Papp 1968. Phaenocarpa angustiptera ingår i släktet Phaenocarpa och familjen bracksteklar. Inga underarter finns listade i Catalogue of Life.